# Baker Street
Baker Street é uma das mais notórias ruas de Londres, situada no distrito de Marylebone, em Westminster. Seu nome é uma referência ao construtor William Baker, um dos responsáveis pela construção da obra o século XVIII. Dentre seus inúmeros pontos turísticos, está a residência, fictícia, do detetive Sherlock Holmes e do Dr. John Watson, situada à 221B Baker Street.
A rua originalmente tinha foco residencial, hoje ela é mais ocupada por edifícios comerciais. 